# Vasconcellea
Vasconcellea é um género de plantas com flor pertencente à família Caricaceae, cuja maioria das espécies integrava anteriormente o género Carica, do qual foram separadas em resultado de estudos de filogenia molecular e genética. Na sua presente circunscrição taxonómica o género compreende 20-21 espécies validamente descritas. O género foi incorrectamente grafado Vasconcella.

## Descrição
Os membros do género Vasconcellea são arbustos ou pequenas árvores perenes, de vida curta, paquicaules, que alcançam os 5 metros de altura. São nativos das regiões tropicais da América do Sul. Muitas espécies produzem frutos comestíveis semelhantes a papaias e são extensamente cultivadas nas regiões tropicais das Américas.

## Taxonomia
O género foi descrito por Augustin Saint-Hilaire e publicado em Deuxiéme Mémoire sur les Résédacées 12–13. 1837. A espécie tipo é Vasconcellea quercifolia.

## Espécies
O género Vasconcellea inclui as seguintes espécies:
- Vasconcellea candicans (Mito)
- Vasconcellea cauliflora
- Vasconcellea pubescens (sin.: Vasconcellea cundinamarcensis; papaia-de-montanha)
- Vasconcellea crassipetala
- Vasconcellea glandulosa
- Vasconcellea goudotiana
- Vasconcellea horovitziana
- Vasconcellea longiflora
- Vasconcellea microcarpa
- Vasconcellea monoica
- Vasconcellea omnilingua
- Vasconcellea palandensis
- Vasconcellea parviflora
- Vasconcellea pulchra
- Vasconcellea quercifolia
- Vasconcellea sphaerocarpa
- Vasconcellea sprucei
- Vasconcellea stipulata
- Vasconcellea weberbaueri

Híbridos
- Vasconcellea × heilbornii (babaco)